# Salto (Cabo Verde)
Salto (Crioulo cabo-verdiano, ALUPEC: Salto) é uma aldeia do município de São Filipe na central da ilha do Fogo, em Cabo Verde.

## Vilas próximas ou limítrofes
- Mosteiros, nordeste
- Campanas, sul
- Ribeira Ilhéu, sudoeste

## Ficheiros

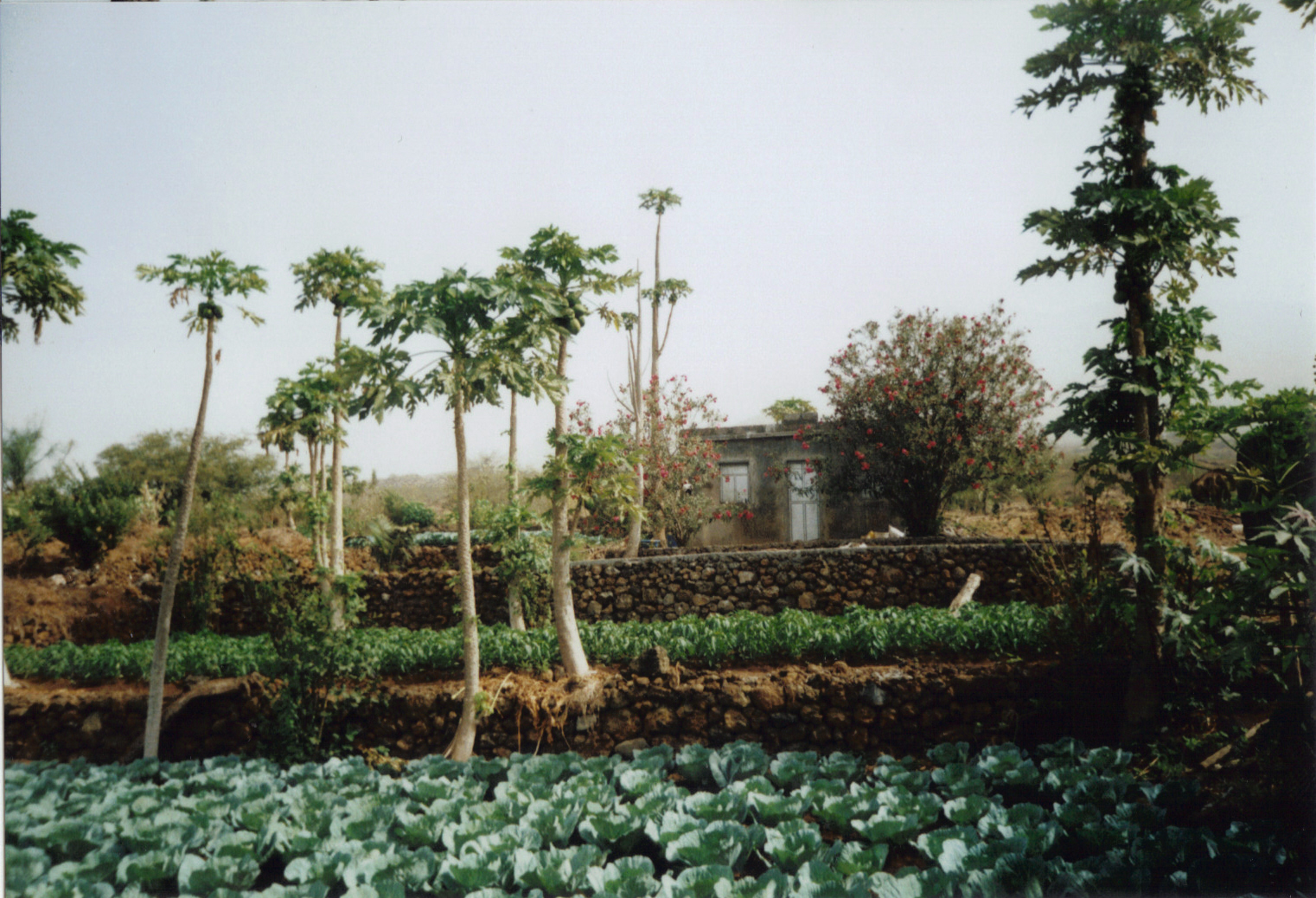
Quinta utilizando irrigação gota-a-gota em Salto.
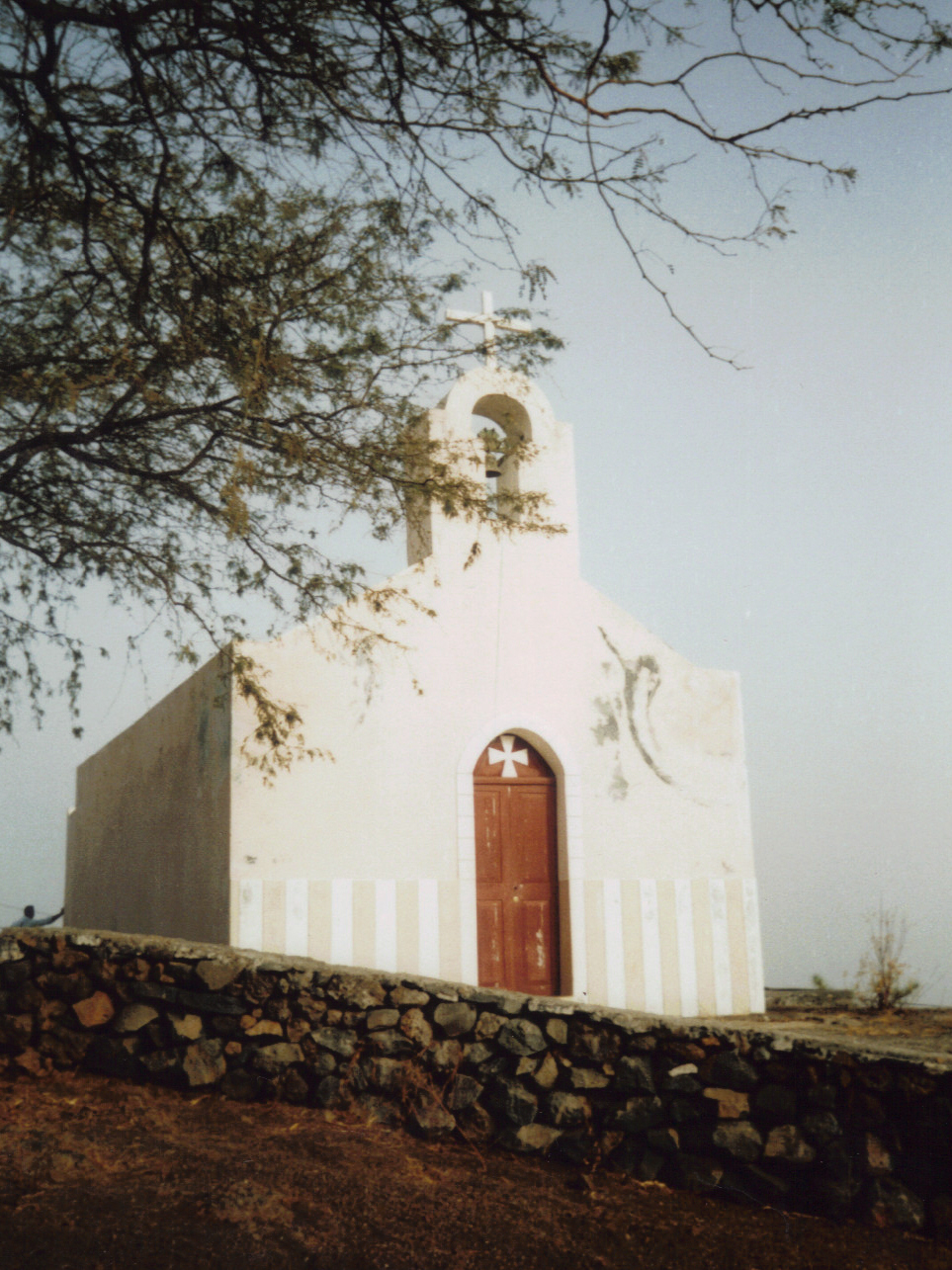
Igreja de Salto.
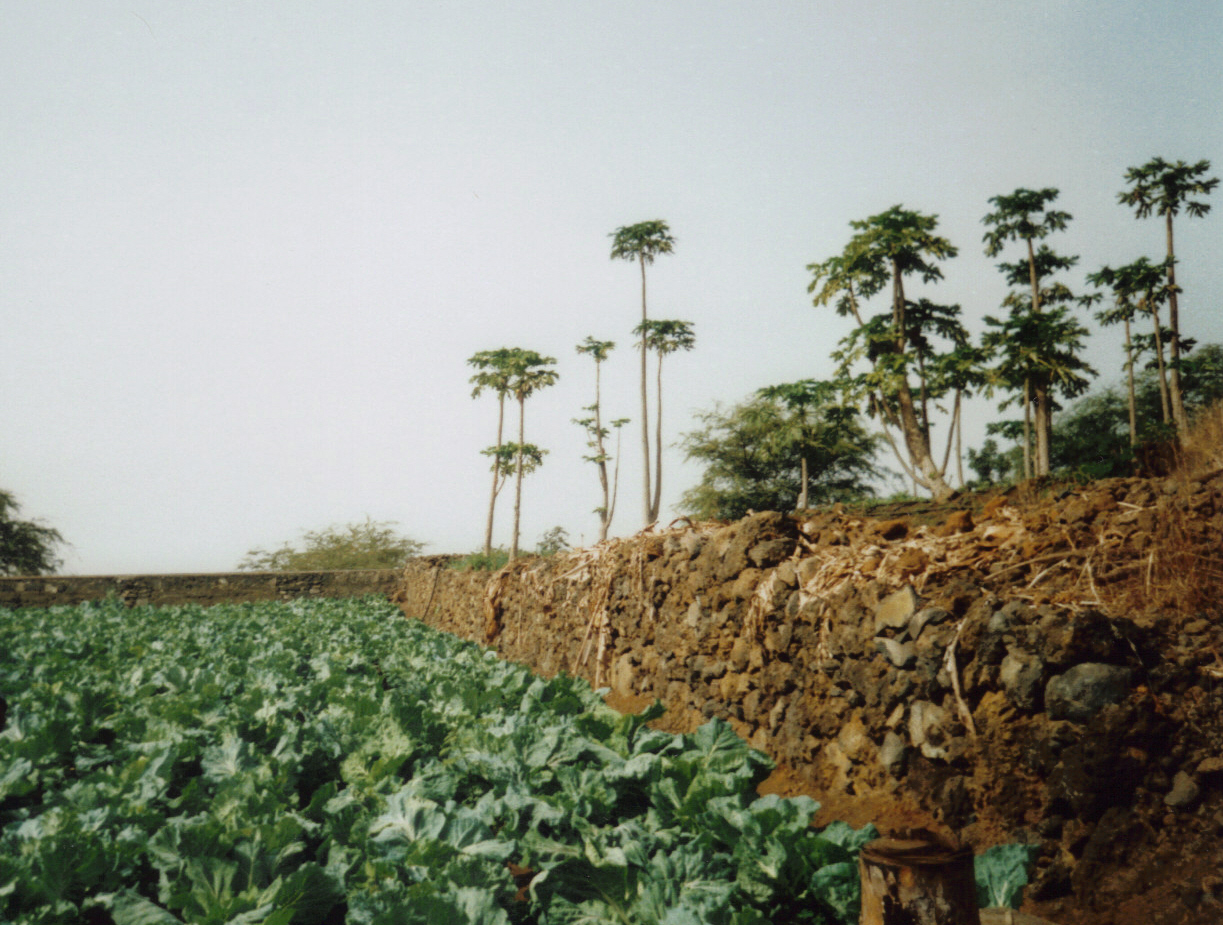
Campo com irrigação gota-a-gota em Salto.